# Seoul Broadcasting System
Seoul Broadcasting System (Koreaans: 에스비에스, Eseubieseu, afkorting: SBS) is een nationaal Zuid-Koreaans televisie en radionetwerkbedrijf, eigendom van de Taeyoung Group. In maart 2000 heeft het bedrijf wettelijk werd bekend als SBS, het veranderen van de naam van het bedrijf van Seoul Broadcasting System (서울방송). In Zuidoost-Azië werd de zender in 2010 gelanceerd als One TV Asia. In Indonesië werd dit kanaal gelanceerd als SBS-in, gelanceerd op 27 maart 2017 en gesloten op 31 december 2019 (effectief om 00.00 uur).

## Televisie

### Terrestrisch
- SBS TV - kanaal 6 (digitaal en kabel)

### Kabel
- SBS Plus - televisieserie
- SBS Golf - golf professional
- SBS funE - vermaak en afwisseling
- SBS Sports - sport
- SBS Biz - zakennieuws
- SBS M - muziek
- SBS F!L - televisiekanaal gericht op vrouwelijk publiek
- KiZmom - kinderkanaal

## Radio
- SBS Love FM
- SBS Power FM
- SBS V-Radio

## Dochterondernemingen
- SBS Contents Hub - digitale media divisie
- SBS International - Amerikaanse dochteronderneming
- SBS Medianet - kabeltelevisieafelding
- SBS Indonesia - Indonesische dochteronderneming

## Logo's

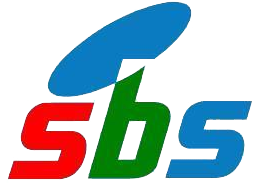
14 november 1990-18 september 1994
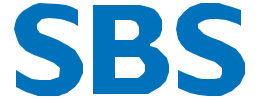
19 september 1994-13 november 2000
14 november 2000-heden
14 november 2000-heden (tekstversie)